# Britta (Fernsehspiel)
Britta ist ein zweiteiliger Fernsehfilm, den Regisseur und Autor Berengar Pfahl in Zusammenarbeit mit dem Jugendprogramm des NDR gedreht hat. Die beiden Teile wurden erstmals am 9. Oktober 1977 und am 1. Februar 1978 in der ARD ausgestrahlt.
Zentrales Thema des Films ist die ungewollte Schwangerschaft der 19-jährigen Britta, gespielt von Verena Plangger, und ihre Beziehung zum gleichaltrigen Bundeswehrsoldaten Boris, den Hinnerk Jensen spielt. Berengar Pfahl drehte hauptsächlich mit Laiendarstellern und Schauspielschülern in Ostfriesland und Dithmarschen.

## Handlung
Britta ist Angestellte bei der Bahn im Hafenort Harlesiel und verbringt einen Teil ihrer Freizeit mit ihrer Freundin Sigrid. Durch sie lernt Britta auch Boris kennen, der mit Sigrid liiert ist und am Wochenende in einer Diskothek Schallplatten auflegt. Boris leistet gerade seinen Wehrdienst und will sich auf vier Jahre bei der Bundeswehr verpflichten. Britta zeigt zunächst kein großes Interesse an Boris, doch er fährt ihr mit seinem Oldtimer-Motorrad nach Spanien nach, wo sie Urlaub macht. Dort verbringen sie eine Nacht miteinander und Britta wird ungewollt schwanger. Darauf verliert Boris das Interesse, möchte sich nicht binden und lässt sich an einen weit entfernten Standort in Bayern versetzen. Erst als Britta das Kind zur Welt bringt, ändert Boris seine Meinung und will sie heiraten. Britta, die inzwischen zudem von Georg umworben wird, will jedoch keine feste Beziehung mehr eingehen und ihr Kind ohne Partner aufziehen.

## Drehorte
Zu Beginn sieht man Britta an ihrem Arbeitsplatz im Bahnhof Harlesiel. Obwohl die Eisenbahnstrecke 1990 abgebaut wurde, existiert das Bahnhofsgebäude noch heute und dient dem Fährverkehr nach Wangerooge. Im zweiten Teil ist Britta nach Wilhelmshaven gezogen und arbeitet hier auf dem Bahnhof. Der alte Bahnhof in Wilhelmshaven wurde 1995 abgerissen und durch einen Neubau ersetzt.

## Fortsetzung
Die Handlung setzt sich in einem weiteren Zweiteiler unter dem Titel Neues von Britta fort, der am 26. Juni 1985 im Deutschen Fernsehen erstmals ausgestrahlt wurde. Erneut war Berengar Pfahl für Drehbuch und Regie verantwortlich.

## Musik
Als Titelmelodie wählte Berengar Pfahl den Titel Ice Dream No. 0 der Gruppe Jeronimo von deren Album Time Ride. Text und Musik des Songs stammen von Ringo Funk.

## Kritik und Rezeption
„An den genauen Dialogen und der behutsamen Führung dieser jungen Laiendarsteller und Schauspieler wird die außergewöhnliche Begabung des Filmemachers Pfahl für die ebenso realitätsbezogene wie unsentimentale Inszenierung eines alltäglichen Geschehens erkennbar. Hier stimmen Gefühle und Gesten, Handlungsweisen und Milieu bis ins Detail, wird Jugend nicht zelebriert, sondern mit all ihren Widersprüchen und Fragen wirklich gelebt.“

## DVD-Veröffentlichung.
Der Fernsehfilm wurde am 18. Juni 2010 als DVD vom Label ARD Video mit FSK-Altersfreigabe ab 12 Jahren veröffentlicht. Ebenfalls enthalten ist die Fortsetzung Neues von Britta. Zusammen haben die beiden Filme eine Gesamtlaufzeit von 377 Minuten.